# Yıldız-Palast

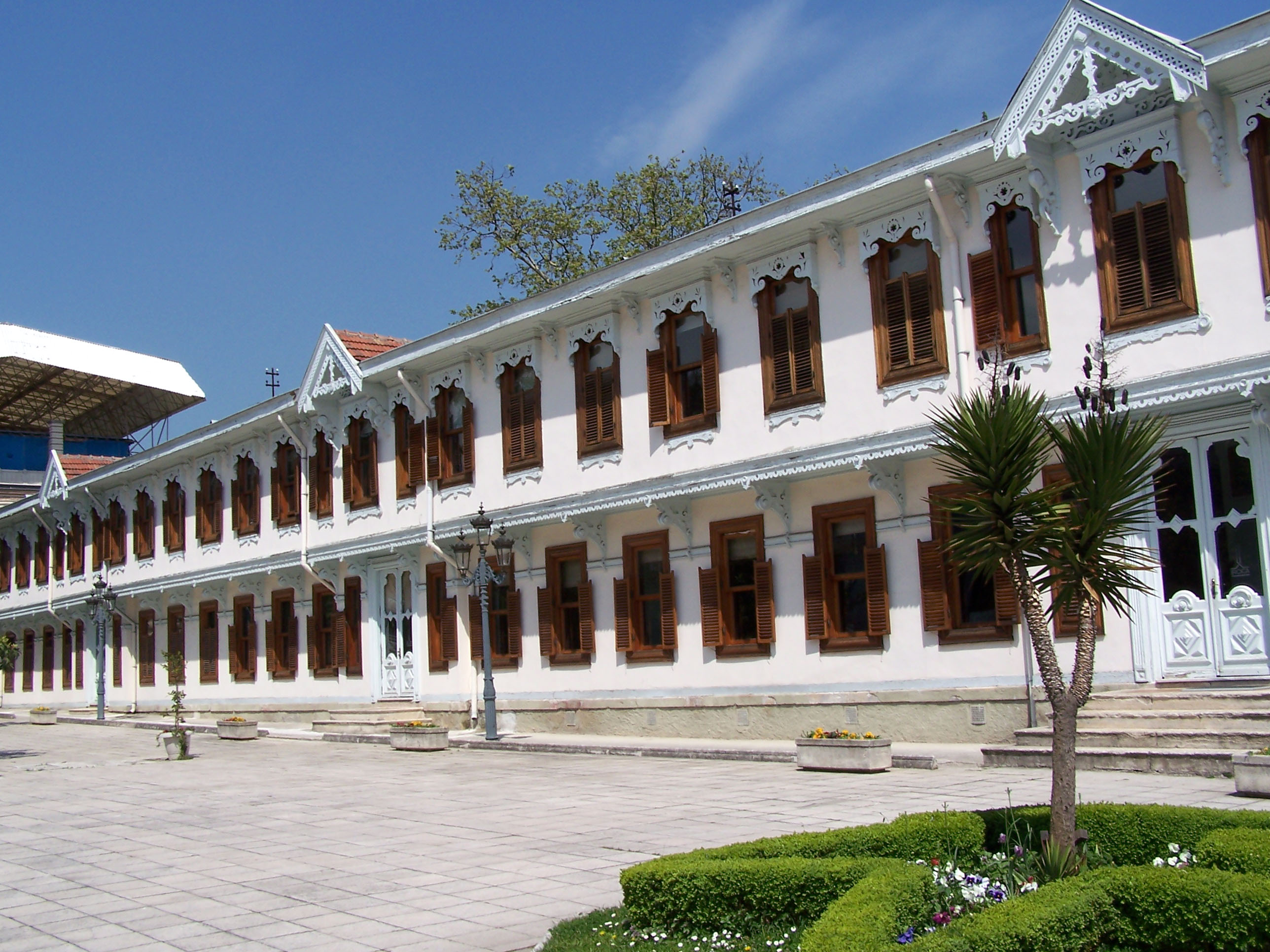
Gesamtansicht

Der Yıldız-Palast (osmanisch ييلديز سرايى İA Yıldız Sarāyı, deutsch ‚Sternenpalast‘) ist ein großer Komplex von Pavillons und Villen in Istanbul. Er wurde im 19. und frühen 20. Jahrhundert an den Westhängen des Bosporus erbaut. Er war als Residenz des osmanischen Sultans und seines Hofes bis ins späte 19. Jahrhundert in Gebrauch.

## Ursprung
Bereits der osmanische Sultan Selim III. hatte auf dem Gebiet des heutigen Palastes im 18. Jahrhundert einen ersten Kiosk erbauen lassen; die ersten der noch bestehenden Bauten wurden im 19. Jahrhundert unter Mahmut II. errichtet. Der eigentliche Yıldız-Palast („Sternen-Palast“) wurde 1880 von Abdülhamid II. erbaut und genutzt. Das Areal des Palastes war zuvor Waldland. Es wurde während der Herrschaft von Sultan Ahmed I. (1603–1617) zu Regierungseigentum. Verschiedene Sultane nach Ahmed I. erfreuten sich an Freizeiten auf diesem Landsitz, Abdülmecid I. und Abdülaziz erbauten dort Häuser.
1865 erbaute Garbis Balian für Abdülaziz den Yıldız-laden, der sich in seiner Pavillon-Architektur an dem zerstörten Kiosk des Küçüksu-Palasts aus dem 18. Jahrhundert orientierte. Der Gebäudestil entspricht dem zeitgleich entstandenen Beylerbeyi-Palast.
Im späten 19. Jahrhundert verließ Sultan Abdülhamid II. den Dolmabahçe-Palast, weil er einen Angriff auf den Palast von der Seeseite her befürchtete, da er direkt am Bosporus liegt. Er erweiterte den Yıldız-Palast und beauftragte den bekannten italienischen Architekten Raimondo D’Aronco, neue Gebäude auf dem Palastareal zu errichten. Als er dorthin zog, wurde dieser neue Palast der vierte Sitz der osmanischen Regierung. Die vorigen Sitze waren der Eski Saray (Alter Palast) in Edirne, der Topkapı-Palast und der Dolmabahçe-Palast in Istanbul.

## Gebäudeanlage
Der Palast ist ein Komplex von Gebäuden aus Wohnsitzen bzw. Apartments (Büyük Mabeyn), mit dem Şale-Pavillon, dem Malta-Pavillon, dem Çadır-Pavillon, dem Yıldız-Denater und mit dem Opernhaus, mit dem Yıldız-Palastmuseum und mit der Kaiserlichen Porzellan-Manufaktur. Die Palastgärten des Yıldız sind auch eine beliebte öffentliche Fläche für die Einwohner von Istanbul. Ein Weg durch diesen Garten hindurch verbindet den Yıldız-Palast mit dem Çırağan-Palast am Ufer des Bosporus.

### Staatliche Wohnungen
Regierungs-Offizielle, die für Abdülhamid II. arbeiteten, hatten im Palastkomplex ihre Wohnungen.

### Şale-Kiosk
Der Wohnsitz des Sultans war der Şale-Kiosk oder -Pavillon. Das Gebäude hat zwei Etagen und ein Erdgeschoss. Es ist in einer Mischung aus Stein- und Holzbauweise errichtet in der Manier des türkischen Historismus. Es wurde in drei Phasen erbaut: Der erste Teil wurde in den 1870er Jahren erbaut und war gezeichnet wie ein Schweizer Chalet, daher der Name Şale. Winston Churchill und Charles de Gaulle waren unter den Besuchern dieses Palastes. Die zweite Sektion wurde 1889 hinzugefügt, um den Besuch von Kaiser Wilhelm II. im Şale Köşk zu beherbergen. Ebenso zu jener Zeit wurde dann der Sedefli-Salon (Perlen-Salon) hinzugefügt. Der Name leitet sich von dem extensiven Gebrauch von Perlen ab, die nahezu alle Oberflächen bedeckten. Dort finden sich auch detaillierte Landschaftsmalereien unter den Decken. Der dritte Bauabschnitt wurde ebenso für Kaiser Wilhelm II. 1898 erbaut. Das Empfangszimmer wurde ebenfalls erbaut; es bildet den beeindruckendsten Raum des gesamten Şale-Pavillons. Dort befindet sich ein Teppich auf dem Flur, der mehr als 400 Quadratmeter groß ist und von 60 Webern gefertigt wurde. Elegante Einrichtungen in den Zimmern beinhalten vergoldeten Deckenzierrat und große Spiegel. Abdülhamid II. war ein talentierter Schreiner und fertigte selbst einige Möbelstücke für den Şale-Pavillon an.

### Malta-Kiosk

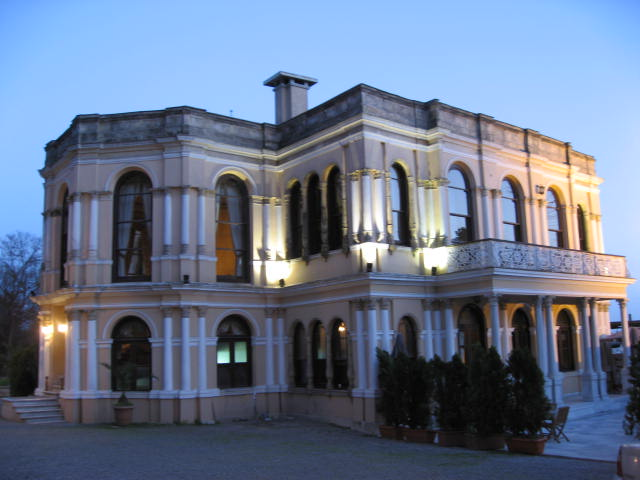
Malta-Kiosk

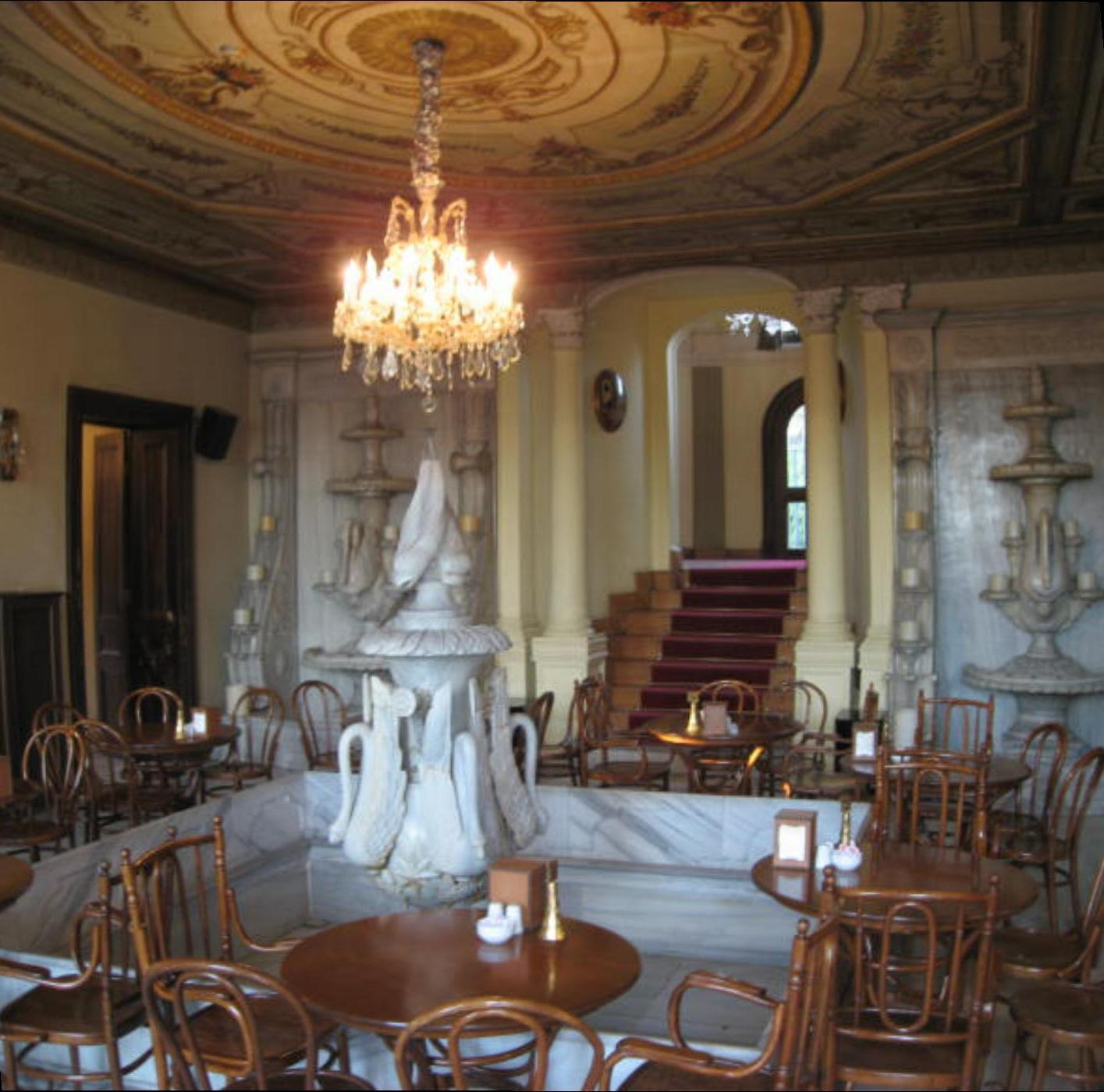
Salon im Erdgeschoss mit Schwanen-Brunnen

Der Malta-Kiosk ist ein Pavillon im Yıldız-Park auf der Nordseite der Mauer zum Yıldız-Palast. Dort befinden sich auch zwei Beobachtungs- und Ruhepavillons in dem Graben an der Rückseite des Gartens des Çırağan-Palastes aus der Regierungszeit Abdülaziz’. Der Ursprung des Namens ist nicht sicher: während der osmanischen Ära wurden einige Paläste nach bedeutenden Schlachten und eroberten Städten und Ländern benannt; folglich soll dieser Palast in Erinnerung an die Belagerung von Malta benannt worden sein.
Der Malta-Kiosk ist ein Beispiel der Säkulararchitektur des 19. Jahrhunderts. Die äußere Fassade ist in gelb und grün gehalten. Der Bau wurde vom armenischen Architekten Sarkis Balyan und seinen Brüdern erbaut. Während der Regierungszeit von Abdül Mecid I. waren die Architekten von europäischen Beispielen beeinflusst. Daher wurden Motive aus der Natur verwendet; Blumen, Früchte und jagdbare Tiere finden sich zuhauf an den Wänden. Marmorsäulen, Terrassen, Schlafräume, hölzerne und kristallene Hallen zeigen Merkmale der Neo-Klassik, der Neo-Islamik und Charakteristiken des Neo-Ottoman. Die Bögen in S- und C-Formen entstammen dem Rokoko. Palmen und Muscheln wurden den Ecksteinen der Bögen hinzugefügt. Den Barock-Stil des 19. Jahrhunderts reflektieren die ovalen Fenster, die  Säulen mit schmalen Türmen an den Enden. Die vertikalen und horizontalen Elemente balancieren den Empire-Stil, die napoleonische Zeit unter dem Einfluss der ägyptischen und römischen Architektur.
Der Pavillon hat vier Eingänge. Wenn man von der Meeresseite her eintritt, betritt man eine große Halle. Dort sind Balkone auf der zweiten Etage mit Meerblick. In der Mitte der Halle befindet sich ein Marmorbrunnen mit einer Schwanenfigur. Dort sind große Marmorvasen auf Ecksteine platziert. Vier Schwäne und sechs Fischfiguren umarmen einander. Wasserdüsen an den Fischschwänzen und den Schwanenköpfen versprühen Wasser.
Beide Seiten der Marmortreppen haben Säulen vom Boden bis zur Decke. Unmittelbar an den Säulen befindet sich eine große Düse, mit Schwänen geschmückt, die ihre Köpfe ins Wasser beugen. Auch befinden sich Blätter und Blumendesigns in den Marmor eingraviert.
Auf dem oberen Flur befinden sich zwei kleine Räume und Schlafräume rund um die große Halle.
Ein großer Kamin ist in der Großen Halle, umgeben von kurvigen bunten Blumenmustern. Balkone finden sich an der Frontseite der Halle. Das Gebäude wurde als Jagdpalast und Erholungs-Landsitz genutzt; somit finden sich dort Jagdtiere, Blumen-, Pflanzen- und Fruchtmotive.
Zwei Räume auf dem oberen Flur sind mit Blumenmotiven geschmückt. Das Haupttreppenhaus ist doppelt ausgeführt und geschwungen. Sultan Abdül Hamid fügte den Pavillon dem Yıldız-Palast hinzu und nutzte ihn zur Erholung und für Besucher. Wie andere Pavillons im Yıldız-Palast sah auch der Malta-Kiosk wichtige und historische Ereignisse.
Als die Çırağan-Erhebung, geleitet von Ali Suavi 1878, um den Sultan Murad V. abzusetzen, fehlschlug, sandte Sultan Abdül Hamid ihn aus Sicherheitsgründen in diesen Pavillon, was im Wesentlichen einem Hausarrest gleichkam. Der Prozess für Midhat Pascha fand in einem Zelt hinter diesem Pavillon statt.
Nach dem Exil von Sultan Abdül Hamid wurde der Malta-Kiosk über mehr als 40 Jahre nicht mehr genutzt. 1941 wurde der große Graben hinter dem Yıldız-Palast in den Yıldız-Park verwandelt, der Stadtverwaltung Istanbul übertragen und für die Öffentlichkeit freigegeben.

### Çadır-Kiosk

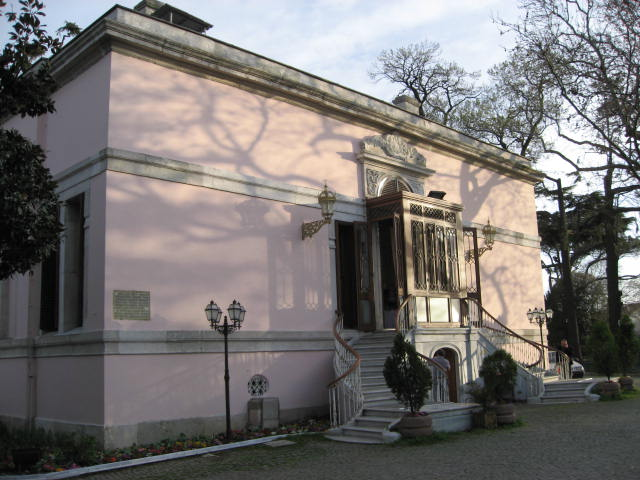
Çadır Kiosk

Dieser Palast wurde von Sultan Abdülaziz 1861–76 erbaut, der ihn als Gefängnis nutzte. Heutzutage beherbergt er ein Café und ein Restaurant.

### Yıldız, Theater und Opernhaus
Erbaut von Sultan Abdülhamid II. 1889. Der Palast hat Sterne in seinem Domhimmel, eine Reverenz an den Namen des Yıldız-Palastes, der „Sternenpalast“ bedeutet. Weil niemandem gestattet war, dass er dem Sultan in dessen seitlicher Loge den Rücken zukehre, wurden die ersten Sitzreihen niemals benutzt.

### Yıldız-Palastmuseum
Dieser Palastteil war ursprünglich die Schreinerwerkstatt von Abdülhamid II. Er wird heutzutage für Kunstausstellungen genutzt.

### Kaiserliche Porzellanmanufaktur

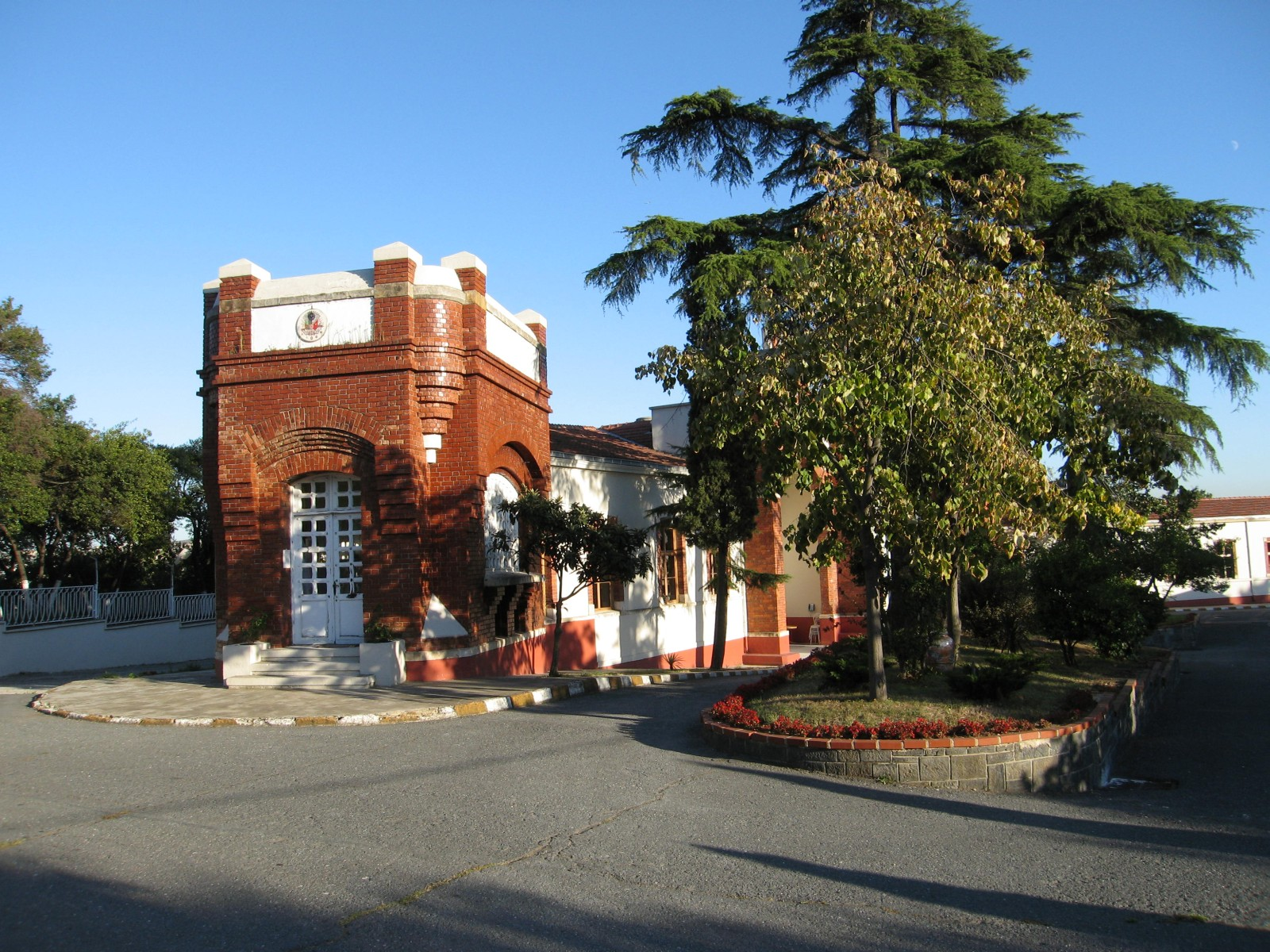
Yıldız-Porzellanfabrik

Sie wurde 1895 eröffnet, um den Bedarf der höheren Kreise an europäischer Gebrauchskeramik zu decken. Ihre Schüsseln, Vasen und Teller zeigten oftmals Szenen am Bosporus. Das Gebäude hat ein interessantes Erscheinungsbild, das an eine europäische Burg im Mittelalter erinnert.

## Momentaner Gebrauch
Nachdem das osmanische Reich geendet hatte, wurde der Palast als Luxuskasino und -hotel für Staatsgäste genutzt. Heute ist er ein Museum, und seine Gärten können für private Zwecke gemietet werden, wie z. B. für die Istanbuler Antiquitätenmesse in der Silahhane-Halle, die normalerweise im November stattfindet. Das Istanbuler Büro der OIC sowie das IRCICA befindet sich ebenfalls im Yıldız-Palast.
Am 18. Oktober 2015 fand im Yıldız-Palast ein Treffen zwischen der deutschen Bundeskanzlerin Angela Merkel und dem türkischen Staatspräsidenten Recep Tayyip Erdoğan statt.
Der Palast liegt im Beşiktaş-Distrikt von Istanbul. Er ist von Oktober bis Februar täglich von 9:30 bis 16:00 Uhr geöffnet und zwischen 9:30 und 17:00 Uhr von März bis September. An Montagen und Dienstagen ist er geschlossen.